# NGC 1451
NGC 1451 este o galaxie lenticulară situată în constelația Eridanul. A fost descoperită în 9 octombrie 1864 de către Heinrich Louis d'Arrest. Se află la o distanță de 46,34 de megaparseci de Pământ.